# Art Carney
Art Carney (Mount Vernon, Nova York, Estats Units, 4 de novembre de 1918 − Chester, Connecticut, 9 de novembre de 2003) va ser un actor i productor estatunidenc.

## Biografia
Carney va néixer a Mount Vernon (Nova York), el més petit de sis fills de Helen i Edward Michael Carney, periodista i publicista. La seva família era irlandesa nord-americana i catòlica. Va anar a la A.B. Davis High School (Escola Secundària A.B. Davis).
Carney es va allistar com a infant durant la Segona Guerra Mundial. A la batalla de Normandia, va ser ferit per una granada de metralla, la qual cosa li va causar coixesa per la resta de la seva vida.
Carney va ser un cantant còmic en l'orquestra de Horace Heidt, que es presentava a la ràdio els anys 1930, especialment en el programa Pot o ' Gold, que va estar en antena entre 1939 i 1941. La seva carrera cinematogràfica es va iniciar amb un paper no acreditat en la pel·lícula Pot o' Gold, un spin-off del programa de la ràdio. Carney va treballar contínuament en la ràdio durant els anys 1940, interpretant personatges o personificant celebritats. El 1941, va ser el comediant de la sèrie Matinee at Meadowbrook . També va participar en els programes Land of the Lost, The Henry Morgan Show, The March of Time, Living 1948, Casey, Crime Photographer i Gang Busters.
Entre 1948 i 1950, Carney es va fer popular per la seva personificació de Charlie el porter en els xous de ràdio i televisió de The Morey Amsterdam Show. El 1950, actuava en la comèdia de varietats Cavalcade , on també actuava Jackie Gleason. Gleanson va desenvolupar una bona química amb Carney i el va reclutar perquè aparegués en altres esquetxos, com The Honeymooners. L'esquetx va resultar reeixit i va suposar l'adaptació en una sitcom.
A més del seu treball a The Honeymooners, Carney també va actuar en un episodi de Dimensió desconeguda, The Night of the Meek, i en un episodi de la sèrie televisiva de Batman (sèrie de TV) , Shoot a Crooked Arrow . També va aparèixer en l'especial televisiu Star Wars Holiday Special.
Per la seva feina a televisió, Carney va ser nomenat a set Premis Emmy, dels quals en va guanyar sis.
Carney va realitzar diversos enregistraments per a Columbia Records durant els anys 1950. Algunes de les seves cançons més reeixides van ser "The Song of the Sewer" i "Twas the Night Before Christmas". La majoria de les seves cançons eren còmiques, escrites especialment per a nens.

### Carrera cinematográfica
Carney va guanyar l'Oscar al millor actor el 1974 per la seva actuació a Harry and Tonto. També va actuar en pel·lícules com W.W. and the Dixie Dancekings , The Late Show, House Calls, Movie Movie, Going in Style, The Muppets Take Manhattan, St. Helens i Firestarter. Encara que es va retirar en els anys 1980, va realitzar un cameo a la pel·lícula de 1993 Last Action Hero .

### Broadway
Carney també va realitzar alguns treballs a Broadway, com la seva actuació a The Odd Couple al costat de Walter Matthau. El 1969, va ser nomenat a un premi Tony per la seva actuació a l'obra de Brian Friel Lovers.
Carney va morir de causes naturals en una llar de retir a prop de casa seva a Westbrook (Connecticut), cinc dies després de complir 85 anys. Va ser enterrat en el Riverside Cemetery a Old Saybrook (Connecticut).

## Filmografia
| Any  | Pel·lícula                                | Paper                                | Notes                                                          |
| ---- | ----------------------------------------- | ------------------------------------ | -------------------------------------------------------------- |
| 1941 | Pot o’ Gold                               | membre de la banda/anunci a la ràdio | no surt als crèdits                                            |
| 1950 | PM Picnic                                 | Narrador                             |                                                                |
| 1964 | The Yellow Rolls-Royce                    | Joey Friedlander                     |                                                                |
| 1967 | A Guide for the Married Man               | Joe X                                |                                                                |
| 1974 | Harry and Tonto                           | Harry Coombes                        | Oscar al millor actor Globus d'Or al millor actor dramàtic     |
| 1975 | W.W. and the Dixie Dancekings             | Deacon John Wesley Gore              |                                                                |
| 1976 | Won Ton Ton, the Dog Who Saved Hollywood  | J.J. Fromberg                        |                                                                |
| 1977 | L'última sessió (The Late Show)           | Ira Wells                            |                                                                |
| 1977 | Scott Joplin                              | John Stark                           |                                                                |
| 1978 | Movie Movie                               | Doctor Blaine/Doctor Bowers          |                                                                |
| 1978 | House Calls                               | Dr. Amos Willoughby                  |                                                                |
| 1979 | Going in Style                            | Al                                   | Premi Pasinetti al Festival Internacional de Cinema de Venècia |
| 1979 | Steel                                     | Pignose Moran                        |                                                                |
| 1979 | Sol ardent (Sunburn)                      | Marcus                               |                                                                |
| 1979 | Ravagers                                  | Sergeant                             |                                                                |
| 1980 | Roadie                                    | Corpus C. Redfish                    |                                                                |
| 1980 | El desafiament (Defiance)                 | Abe                                  |                                                                |
| 1981 | St. Helens                                | Harry Randall Truman                 |                                                                |
| 1981 | Take This Job and Shove It                | Charlie Pickett                      |                                                                |
| 1982 | Ménage à trois (Better Late Than Never)   | Charley Dunbar                       |                                                                |
| 1983 | The Last Leaf                             | Mr. Behrman                          |                                                                |
| 1984 | Ulls de foc (Firestarter)                 | Irv Manders                          |                                                                |
| 1984 | The Muppets Take Manhattan                | Bernard Crawford                     |                                                                |
| 1984 | The Naked Face                            | Morgens                              |                                                                |
| 1984 | The Night They Saved Christmas            | Santa Claus                          |                                                                |
| 1986 | El miracle del cor (Miracle of the Heart) | Father O'Halleran                    |                                                                |
| 1987 | Night Friend                              | Monsignor O’Brien                    |                                                                |
| 1990 | Where Pigeons Go to Die                   | Da                                   |                                                                |
| 1993 | Last Action Hero                          | Frank                                |                                                                |

### com a productor
- 1948: Talent Scouts (sèrie TV)

## Premis i nominacions

### Premis
- 1954. Primetime Emmy al millor actor secundari en sèrie per The Jackie Gleason Show
- 1955. Primetime Emmy al millor actor secundari en sèrie per The Jackie Gleason Show
- 1955. Primetime Emmy al millor actor secundari per The Honeymooners
- 1975. Oscar al millor actor pel paper de Harry en Harry and Tonto de Paul Mazursky
- 1975. Globus d'Or al millor actor musical o còmic per Harry and Tonto
- 1984. Primetime Emmy al millor actor secundari en sèrie o especial per Terrible Joe Moran

### Nominacions
- 1957. Primetime Emmy al millor actor secundari per The Jackie Gleason Show
- 1976. Primetime Emmy al millor actor secundari en sèrie còmica o especial per Katherine
- 1987. Primetime Emmy al millor actor convidat en sèrie còmica per The Cavanaughs
- 1990. Primetime Emmy al millor actor en minisèrie o especial per Where Pigeons Go to Die